# 公立千歲科學技術大學
公立千歲科學技術大學（日語：こうりつちとせかがくぎじゅつだいがく）是一所位於日本北海道千歲市的公立大學，創立於1998年。

## 學部與學科
- 綜合光科學部 
  - 生物材料學科
  - 光系統學科
  - 全球系統設計學科

## 研究所
- 光科學研究科

## 外部連結
- 公立千歲科學技術大學網站 （页面存档备份，存于） （日語）